# Musée archéologique de Taman

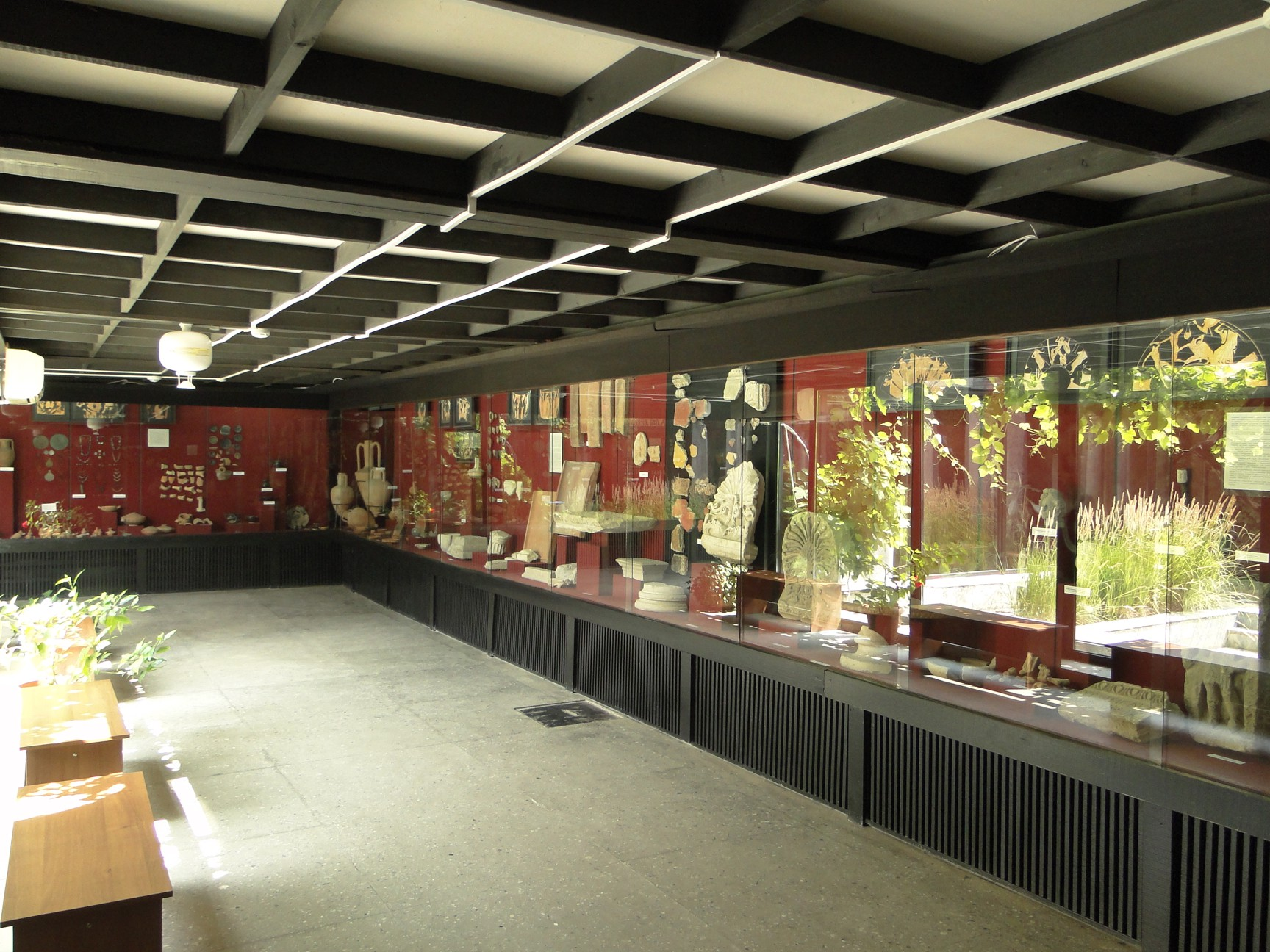
Vue d'une des salles du musée.

Le musée archéologique de Taman est un musée consacré à l'archéologie qui se trouve à Taman (Russie) au bord de la mer Noire (le Pont Euxin des Grecs). Le musée est une filiale du musée d'archéologie et d'histoire de Krasnodar (chef-lieu du kraï de Krasnodar).

## Histoire
Le musée a été fondé en 1975 sur la base du site archéologique de Hermonassa-Tmoutarakan (Ἑρμώνασσα, Ταμάταρχα). Il ouvre en 1977 avec une exposition consacrée aux résultats des fouilles du site grec antique de Hermonassa et de nombreuses pièces. Les collections permanentes sont présentées dans un nouveau bâtiment à partir de 1988.

## Salles d'exposition
Le musée répartit ses collections en deux composantesː
̽Histoire des recherches archéologiques et objets rattachés à l'histoire, à la religion et à la culture du site archéologique de Taman, du VIe siècle av. J.-C., jusqu'au milieu du XIIIe siècle.
Histoire des cités (polis) grecques et de leurs colons grecs de la péninsule de Taman, fondées à partir du VIe siècle av. J.-C.
Le musée archéologique de Taman revêt une grande importance archéologique pour la compréhension notamment de l'histoire et du fonctionnement des cités grecques du Pont Euxin. Il organise des expéditions et des fouilles sur la péninsule de Taman. Le musée possède un atelier et laboratoire de restauration.
Le musée possède des objets trouvés sur différents sites archéologiques des environs, comme celui de Phanagoria, de Hermonossa-Tmoutarakan, de Kepoi (Κήποι), du Cap Rouban, de Priazovski, d'Artiouchtchenko, de Vychesteblievskaïa, etc.
les collections constituent  en nombre de poteries, d'amphores, de pièces de terracotta, de lécythes,  d'objets de céramique à vernis noir, de pièces de monnaie, de sceaux, de vestiges de colonnes, etc..